# Hollington (Derbyshire)
Pour les articles homonymes, voir Hollington.
Hollington est une paroisse civile et un village du Derbyshire, en Angleterre.